# Achada Fazenda
Achada Fazenda (crioll capverdià Atxada) és una vila a l'est de l'illa de Santiago a l'arxipèlag de Cap Verd. Està situada a 2 kilòmetres al sud-oest de Pedra Badejo.